# Meinert Meyer
Meinert A. Meyer (* 2. Oktober 1941 in Lauenburg i. Pom.; † 9. November 2018 in Münster) war ein deutscher Schulpädagoge und Professor für Erziehungswissenschaft in Hamburg.

## Werdegang und Leben
Meinert Meyer wurde, zehn Minuten vor seinem eineiigen Zwillingsbruder Hilbert Meyer, am 2. Oktober 1941 als drittes von sechs Kindern in Lauenburg/Pommern geboren. Seine Eltern stammten aus dem Freistaat Oldenburg. Sein Vater war nach Kriegsende 1947 Studienrat an der Oberschule Westerstede, 1950 Schulrat des Landkreises Ammerland und 1956 schließlich Professor für Schulpädagogik an der Pädagogischen Hochschule für Landwirtschaftslehrer (aufgelöst 1969) in Wilhelmshaven.
Meinert Meyer wurde 1976 an der Universität Tübingen promoviert mit der Dissertation Formale und handlungstheoretische Sprachbetrachtung. Später war er in der Arbeitsgruppe von Herwig Blankertz zur wissenschaftlichen Begleitung des Kollegschulversuchs Nordrhein-Westfalen an der Westfälischen Wilhelms-Universität Münster tätig. Dort habilitierte er sich 1986 mit einer Schrift zum Fremdsprachenunterricht der Sekundarstufe II. 1992 hatte er eine Gastprofessur für Didaktik der englischen Sprache und Literatur an der Technischen Universität Berlin inne. 1993 folgte er dem Ruf an die Martin-Luther-Universität Halle-Wittenberg auf eine Professur für Allgemeine Didaktik/Schulforschung. Von 1996 bis zum Eintritt in den Ruhestand 2007 war er Professor für Erziehungswissenschaft unter besonderer Berücksichtigung der Schulpädagogik, Schwerpunkt Allgemeine Didaktik, an der Universität Hamburg. Dort war er auch Dekan des Fachbereichs Erziehungswissenschaft.
Zu Meyers Forschungsschwerpunkten gehörten Fragestellungen des Generationenverhältnisses, demokratische Erziehung, Sprachphilosophie und schulische Bildung. Er veröffentlichte rund 180 Bücher und Aufsätze, die sich mit unterrichtsbezogenen Themen befassen und mit Fachdidaktik, insbesondere Fremdsprachenunterricht, Schülermitbeteiligung, Allgemeine Bildung und curriculare Problemstellungen. Zum Ende seiner Laufbahn konzentrierte er sich auf seinen eigenen didaktischen Ansatz, die Bildungsgangdidaktik, sowie das Werk Wolfgang Klafkis.
Von 1992 bis 2013 gehörte Meyer dem Wissenschaftlichen Beirat des Oberstufen-Kollegs Bielefeld an. Von 1993 bis 1997 war er Vorsitzender der Kommission „Schulforschung und Didaktik“ der Deutschen Gesellschaft für Erziehungswissenschaft. 2005 wurde er Mitglied und 2008 Vorsitzender der Deutschen Comenius-Gesellschaft. Er war zudem Gründer und Mitherausgeber der Zeitschrift für Erziehungswissenschaft.
Neben dem Beruf betätigte sich Meyer als Kunstmaler. Sein Sohn Joost Meyer (* 1976) ist Bildhauer.

## Schriften (Auswahl)
- Formale und handlungstheoretische Sprachbetrachtung. Stuttgart 1976, ISBN 3-12-926200-8.
- Shakespeare oder Fremdsprachen-Korrespondenz? Zur Reform des Fremdsprachenunterrichts in der Sekundarstufe II. Wetzlar 1986, ISBN 3-88178-075-0.
- Didaktik für das Gymnasium. Grundlagen und Perspektiven. Allgemeinbildung, Spezialisierung. Berlin 2000, ISBN 3-589-21410-4.
- mit Hilbert Meyer: Wolfgang Klafki. Eine Didaktik für das 21. Jahrhundert?. Basel 2007, ISBN 3-407-25461-X.